# Amt Carbäk
Amt Carbäk – związek gmin w Niemczech, leżący w kraju związkowym Meklemburgia-Pomorze Przednie, w powiecie Rostock. Jego siedziba znajduje się w miejscowości Broderstorf.
W jego skład wchodzą cztery gminy:
1. Broderstorf
2. Poppendorf
3. Roggentin
4. Thulendorf

Do 31 grudnia 2012 w skład związku wchodziła również gmina Steinfeld, która dzień później została częścią gminy Broderstorf. Do 31 grudnia 2017 do związku gmin należała również gmina Klein Kussewitz, która następnego dnia została przyłączona do gminy Bentwisch ze związku gmin Rostocker Heide.